# 錫德納姆站 (倫敦)
锡德纳姆站（英語：Sydenham railway station）是伦敦地上铁东伦敦线克罗伊登支线的一座车站，位于伦敦的劉易舍姆區，属于第3收费区。此外，南方鐵路也使用本站。

## 概况
本站位于布赖顿主线的分支上，在克罗伊登运河旁，属于锡德纳姆走廊。本站拥有2个侧式月台，拥有4条轨道，共有3个出入口。

## 歷史
1809年开通的克罗伊登运河连接格兰德萨里运河并到达克罗伊登，然而水路运输并不成功。1836年之后在运河旁修建铁路，在1839年6月5日开通本站。由于1852年建设水晶宫的需要，重建了2站台。而1站台及站舍则保留在路桥之南。直到1982年，英国铁路决定在原有站台北部90米处重建，拆除了平行于山顶花园的挡土墙。本站在2010年正式成为东伦敦线的延伸线的一个车站。

## 列車服務
非高峰時間：
| 站台編號 | 班次 (每小時) | 目的地                      | 服務模式                 | 營運者     | 路線     |
| -------- | ------------- | --------------------------- | ------------------------ | ---------- | -------- |
| 1        | 4             | 海布里及伊斯灵顿站          | 各站停車經肖迪奇高街站   | 倫敦地上鐵 | 東倫敦線 |
| 1        | 4             | 达尔斯顿交汇站              | 各站停車經肖迪奇高街站   | 倫敦地上鐵 | 東倫敦線 |
| 1        | 4             | 倫敦橋站                    | 各站停車                 | 南方鐵路   | 地鐵     |
| 2        | 4             | 水晶宮站                    | 各站停車                 | 倫敦地上鐵 | 東倫敦線 |
| 2        | 4             | 西克罗伊登站                | 各站停車                 | 倫敦地上鐵 | 東倫敦線 |
| 2        | 2             | 維多利亞站 (週一至週六)     | 各站停車經克拉珀姆交汇站 | 南方鐵路   | 地鐵     |
| 2        | 2             | 凯特勒姆站 (週一至週六)     | 各站停車經东克罗伊登站   | 南方鐵路   | 地鐵     |
| 2        | 2             | 西克罗伊登站 (高峰期及週日) | 快車方式到達諾伍德交匯站 | 南方鐵路   | 地鐵     |
| 2        | 2             | Tattenham Corner (僅週日)   | 各站停車經东克罗伊登站   | 南方鐵路   | 地鐵     |